# Lotononis longiflora
Lotononis longiflora är en ärtväxtart som beskrevs av Harry Bolus. Lotononis longiflora ingår i släktet Lotononis och familjen ärtväxter. Inga underarter finns listade i Catalogue of Life.